# Hazebrouck
Hazebrouck (en neerlandés Hazebroek; lit. el humedal de las liebres ) es una comuna francesa ubicada en el Departamento del Norte, en la región francesa de Norte-Paso de Calais. Esta ciudad de 22 000 habitantes es relativamente importante (la tercera de la demarcación de Dunkerque, y la 16.ª del Departamento del Norte.

## Ubicación
La comuna está situada en la región de Flandes, en la zona de Houtland (tierra de los bosques), a 40 kilómetros de Dunkerque, 43 km de Lille, 53 km de Arras, por otra parte, está próxima a la frontera con Bélgica (16 kilómetros).

## Historia
Villa del Condado de Flandes, fue parte de los Países Bajos Españoles hasta la anexión francesa en 1678 mediante los Tratados de Nimega.

## Demografía
Diagrama de la evolución demográfica de Hazebrouck.
| 6 304 | 6 611 | 7 354 | 7 384 | 7 574 | 7 674 | 7 570 | 7 953 | 7 892 | 8 273 | 9 017 | 9 435 | 9 857 | 10 595 | 11 332 | 11 672 | 12 571 | 13 261 | 12 819 | 12 566 | 14 584 | 14 845 | 14 859 | 15 462 | 14 391 | 15 525 | 17 446 | 19 037 | 19 866 | 20 008 | 20 567 | 21 396 | 21 313 |
| Para los censos de 1962 a 1999 la población legal corresponde a la población sin duplicidades (Fuente: INSEE [Consultar]) |       |       |       |       |       |       |       |       |       |       |       |       |        |        |        |        |        |        |        |        |        |        |        |        |        |        |        |        |        |        |        |        |

## Patrimonio

### La cámara municipal
De la cámara municipal de Hazebrouck destacan sus 12 columnas de estilo neo antiguo, su construcción fue comenzada en 1807, bajo el mandato de Napoleón Bonaparte y concluida en la Restauración Francesa. Sustituyó a la construida en 1589, puesto que ésta se quemó en febrero de 1801

### Museo de los Agustinos
Del siglo XVII es un notable edificio de estilo flamenco situado en el antiguo convento de los Agustinos (1616) convertido en museo en el año 1927. En él se alberga una colección de pinturas flamencas y francesas. Presenta también una importante colección de pinturas de los siglos XVII y XVIII de los antiguos Países Bajos meridionales.

## Ciudades hermanadas
- Soignies (Bélgica)
- Faversham (Inglaterra)
- Porz am Rhein (Alemania)

## Personajes célebres
En Hazebrouck nacieron :
- Maria Petyt (1623-1677), religiosa y  poeta
- Nicolas Ruyssen (1757- 1825), pintor
- Jules-Auguste Lemire, (1853-1928), político
- Aimé Maeght (1906-1981) que fundó la Fundación con su nombre en Saint-Paul-de-Vence
- Lucien Fenaux (1911-1969), escultor
- Albert Vanhoye cardenal nombrado por el papa Benedicto XVI en 2006
- Dominique Leclercq (1957 - ), futbolista
- Cédric Vasseur (1970 - ), ciclista
- Maurice Deschodt (1889-1971) artista pintor-creador.
- Christophe Marichez (1974 - ), guardameta, actualmente en el FC Metz
- Justin Pierre Marie Macquart, naturalista